# Leptonetela thracia
Leptonetela thracia är en spindelart som beskrevs av Gasparo 2005. Leptonetela thracia ingår i släktet Leptonetela och familjen Leptonetidae.
Artens utbredningsområde är Grekland. Inga underarter finns listade i Catalogue of Life.